# Тимошкино (Володинский сельсовет)
Тимошкино — посёлок при станции Тимошкино в Бабаевском районе Вологодской области. Входит в состав Володинского сельского поселения, с точки зрения административно-территориального деления — в Володинский сельсовет.

## География
Расстояние по автодороге до районного центра Бабаево — 26 км, до центра муниципального образования деревни Володино — 18 км.
Ближайшие населённые пункты — Заготскот, Ольховик.

## История
Посёлок при станции появился при строительстве железной дороги на участке Званка (ныне Волховстрой) — Череповец Петербурго-Вологодской железной дороги в начале XX века.

## Население
| 2010 |
| ---- |
| 120  |

По переписи 2002 года население — 171 человек (86 мужчин, 85 женщин). Преобладающая национальность — русские (98 %).

## Инфраструктура
Путевое хозяйство. В посёлке расположена одноимённая железнодорожная станция Октябрьской железной дороги (линия Санкт-Петербург — Вологда).

## Транспорт
Автомобильный и железнодорожный транспорт.